# Битка при Бафей
Битката при Бафей се провежда на 27 юли 1302 г. между османската армия под ръководството на Осман I и византийската армия. Византийциите, които страдат от множеството нападения на османците, имат далеч по-слаба армия като качество и стратегия, от тази, която е била при династията на Комнините и са победени при Никомедия. След битката османците завземат няколко малки крепости, но Никомедия остава незавзета до 1337 г.